# قبیله لیلی
آلبوم قبیلهٔ لیلی با صدا و آهنگسازی مهرپویا در سال ۱۳۵۵ توسط شرکت کاسپین منتشر شد، دارای ۱۰ ترانه است.
مهرپویا با  ساخت و اجرای ترانهٔ قبیلهٔ لیلی در این اثر داستان لیلی و مجنون را در قالبی نو با کلام پرویز وکیلی دوباره بر سر زبان‌ها انداخت.
مهرپویا در این آلبوم، ترانهٔ آسمان می‌گرید امشب را با بهره‌گیری از ساز سیتار و تلفیق آن با موسیقی ایرانی، با سبکی خاص و ابتکاری ساخته‌است.
| #  | نام ترانه                  | ترانه‌سرا      | آهنگساز                  | تنظیم‌کننده   |
| -- | -------------------------- | ------------- | ------------------------ | ------------ |
| ۱  | آسمان می‌گرید امشب          | داریوش روشن   | عباس مهرپویا             | مهرپویا      |
| ۲  | صدا کن مرا                 | پرویز وکیلی   | عباس مهرپویا             | میلان گومز   |
| ۳  | هرگز دوباره عاشق نخواهم شد | وحید ادبی     | عباس مهرپویا             | عباس مهرپویا |
| ۴  | فانوس                      | محمد بهلول    | عباس مهرپویا راوی شانکار | میلان گومز   |
| ۵  | من که در تو مرده‌ام         | یگانه شاهمیری | عباس مهرپویا             | عباس مهرپویا |
| ۶  | قبیلهٔ لیلی                 | پرویز وکیلی   | عباس مهرپویا             | عباس مهرپویا |
| ۷  | غم تنهایی                  | داریوش روشن   | عباس مهرپویا             | عباس مهرپویا |
| ۸  | ساز غمگین                  | پرویز وکیلی   | عباس مهرپویا             | عباس مهرپویا |
| ۹  | در بستر ننگین رقیب         | شهیار قنبری   | عباس مهرپویا             | عباس مهرپویا |
| ۱۰ | دیوانه بود این دل          | پیمانی پور    | عباس مهرپویا             | مارسل        |